# Àtom ultrafred

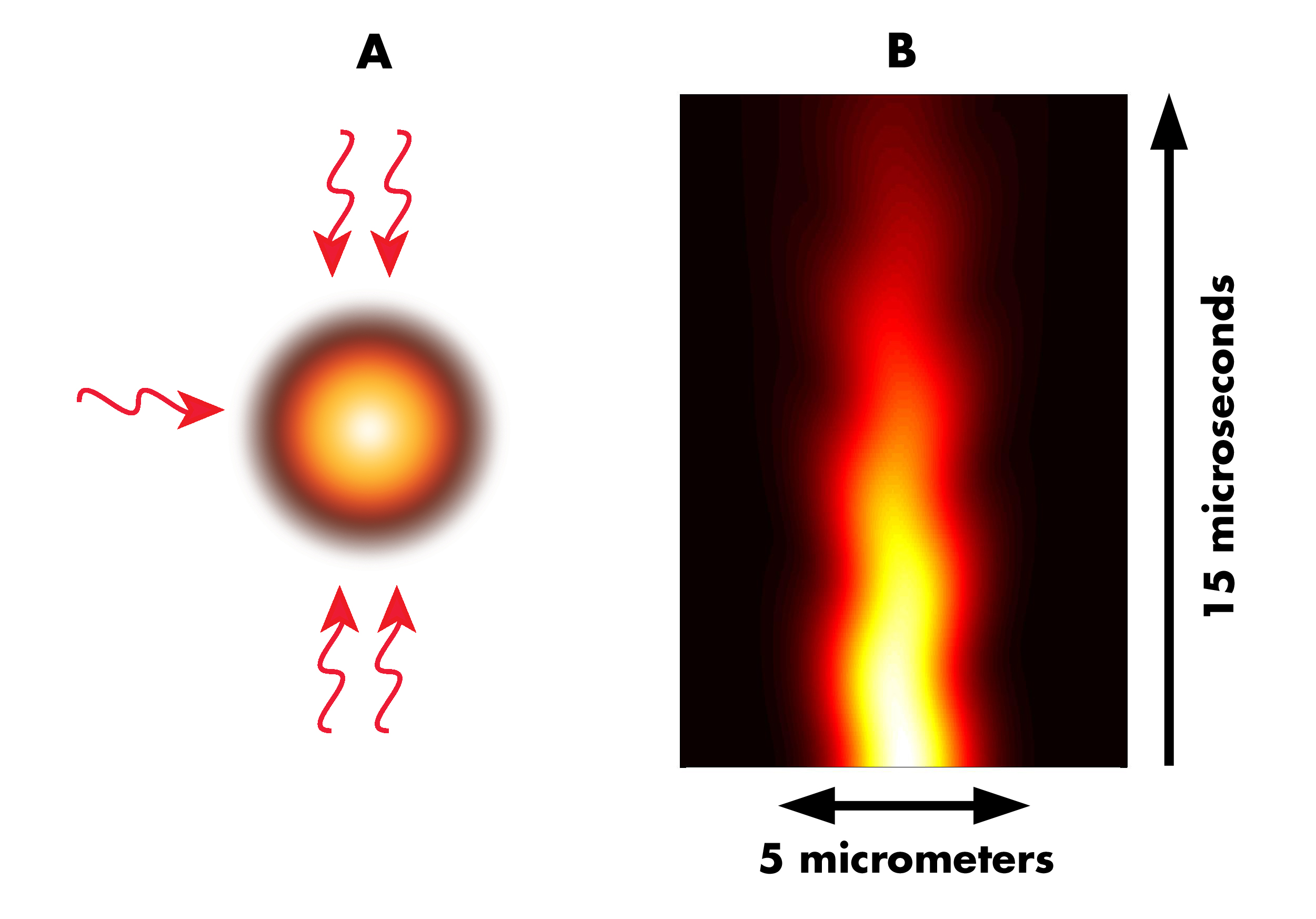
A) Gelosia òptica de cinc raigs làser que atrapen un núvol atòmic. L'escala de color indica la densitat dels núvols: el negre és baix, el blanc és alt. B) Moviment fluctuant del núvol atòmic a la xarxa òptica. L'eix horitzontal representa la distribució espacial del núvol al llarg d'una direcció, mentre que l'eix vertical mostra la variació de la densitat del núvol amb el temps.

En la física de la matèria condensada, un àtom ultrafred és un àtom amb una temperatura propera al zero absolut. A aquestes temperatures, les propietats mecàniques quàntiques d'un àtom esdevenen importants.
Per aconseguir temperatures tan baixes, normalment s'ha d'utilitzar una combinació de diverses tècniques. En primer lloc, els àtoms queden atrapats i es refreden prèviament mitjançant un refredament làser en una trampa magneto-òptica. Per assolir la temperatura més baixa possible, es realitza un refredament addicional mitjançant un refredament per evaporació en una trampa magnètica o òptica. Diversos premis Nobel de física estan relacionats amb el desenvolupament de tècniques per manipular les propietats quàntiques d'àtoms individuals (per exemple, 1989, 1996, 1997, 2001, 2005, 2012, 2018).
Els experiments amb àtoms ultrafreds estudien una varietat de fenòmens, incloses les transicions de fase quàntica, la condensació de Bose-Einstein (BEC), la superfluidesa bosònica, el magnetisme quàntic, la dinàmica de spin de molts cossos, els estats d'Efimov, la superfluidesa de Bardeen-Cooper-Schrieffer (BCS) i el BEC-Encreuament BCS. Algunes d'aquestes direccions de recerca utilitzen sistemes d'àtoms ultrafreds com a simuladors quàntics per estudiar la física d'altres sistemes, inclòs el gas Fermi unitari i els models Ising i Hubbard. Els àtoms ultrafreds també es podrien utilitzar per a la realització d'ordinadors quàntics.

## Història
Les mostres d'àtoms ultrafreds es preparen normalment mitjançant les interaccions d'un gas diluït amb un camp làser. L'evidència de la pressió de radiació, la força deguda a la llum sobre els àtoms, va ser demostrada independentment per Lebedev, i Nichols i Hull el 1901. El 1933, Otto Frisch va demostrar la desviació de partícules de sodi individuals per la llum generada a partir d'una làmpada de sodi.
La invenció del làser va estimular el desenvolupament de tècniques addicionals per manipular àtoms amb llum. L'ús de llum làser per refredar els àtoms es va proposar per primera vegada l'any 1975 aprofitant l'efecte Doppler per fer que la força de radiació sobre un àtom depengués de la seva velocitat, una tècnica coneguda com a refredament Doppler. També es van proposar idees similars per refredar mostres d'ions atrapats. L'aplicació del refredament Doppler en tres dimensions reduirà els àtoms a velocitats que normalment són d'uns pocs cm/s i produirà el que es coneix com a melassa òptica.
Normalment, la font d'àtoms neutres per a aquests experiments eren forns tèrmics que produïen àtoms a temperatures d'uns pocs centenars de kelvins. Els àtoms d'aquestes fonts de forn es mouen a centenars de metres per segon. Un dels principals reptes tècnics en el refredament Doppler va ser augmentar la quantitat de temps que un àtom pot interactuar amb la llum làser. Aquest repte es va superar amb la introducció d'un Zeeman Slower. Un Zeeman Slower utilitza un camp magnètic variable espacialment per mantenir l'espai relatiu d'energia de les transicions atòmiques implicades en el refredament Doppler. Això augmenta la quantitat de temps que l'àtom passa interactuant amb la llum làser. Els experiments també poden utilitzar dispensadors de metall, que són barres de metall pur (normalment metalls alcalins ) que poden emetre quan s'escalfen (la pressió de vapor és més alta) amb corrent elèctric.
El desenvolupament de la primera trampa magneto-òptica (MOT) per Raab et al. el 1987 va ser un pas important cap a la creació de mostres d'àtoms ultrafreds. Les temperatures típiques aconseguides amb un MOT són de desenes a centenars de microkelvins. En essència, una trampa òptica magneto confina els àtoms a l'espai aplicant un camp magnètic de manera que els làsers no només proporcionen una força dependent de la velocitat, sinó també una força variable espacial. El premi Nobel de física de 1997 va ser atorgat pel desenvolupament de mètodes per refredar i atrapar àtoms amb llum làser i va ser compartit per Steven Chu, Claude Cohen-Tannoudji i William D. Phillips.
El refredament evaporatiu es va utilitzar en esforços experimentals per assolir temperatures més baixes en un esforç per descobrir un nou estat de la matèria predit per Satyendra Nath Bose i Albert Einstein conegut com a condensat de Bose-Einstein (BEC). En el refredament per evaporació, els àtoms més calents d'una mostra poden escapar, cosa que redueix la temperatura mitjana de la mostra. El Premi Nobel l'any 2001 va ser atorgat a Eric A. Cornell, Wolfgang Ketterle i Carl E. Wieman per la consecució del condensat de Bose-Einstein en gasos diluïts d'àtoms alcalins, i pels primers estudis fonamentals de les propietats dels condensats.
En els darrers anys, una varietat de tècniques de refrigeració sub-Doppler, com ara el refredament del gradient de polarització, el refredament de la melassa grisa i el refredament de banda lateral Raman, han permès el refredament i l'atrapament d'àtoms individuals en pinces òptiques. Les plataformes experimentals que aprofiten àtoms neutres ultrafreds en pinces òptiques i gelosies òptiques s'han convertit en un entorn cada cop més popular per estudiar la computació quàntica, la simulació quàntica i la metrologia de precisió. Els àtoms amb transicions de cicle tancat, capaços de dispersar molts fotons amb una baixa probabilitat de desintegració en altres estats, són opcions habituals d'espècies per a experiments d'àtoms neutres ultrafreds. Les transicions d'estructura fina d'energia més baixa en àtoms alcalins permeten la imatge de fluorescència, mentre que es pot utilitzar una combinació de subnivells hiperfins i Zeeman per implementar un refredament sub-Doppler. Els àtoms de terra alcalina també han guanyat popularitat a causa de les transicions de refrigeració d'amplada de línia estreta i les transicions de rellotge òptic ultra estretes.

## Aplicacions
Els àtoms ultrafreds tenen una varietat d'aplicacions a causa de les seves propietats quàntiques úniques i el gran control experimental disponible en aquests sistemes. Per exemple, els àtoms ultrafreds s'han proposat com a plataforma de càlcul quàntic i simulació quàntica, acompanyats d'una investigació experimental molt activa per assolir aquests objectius.
La simulació quàntica és de gran interès en el context de la física de la matèria condensada, on pot proporcionar informació valuosa sobre les propietats dels sistemes quàntics en interacció. Els àtoms ultrafreds s'utilitzen per implementar un anàleg del sistema de matèria condensada d'interès, que després es pot explorar mitjançant les eines disponibles en la implementació particular. Atès que aquestes eines poden diferir molt de les disponibles en el sistema de matèria condensada real, per tant, es poden sondar experimentalment quantitats d'altra manera inaccessibles. A més, els àtoms ultrafreds poden fins i tot permetre crear estats exòtics de la matèria, que d'altra manera no es poden observar a la natura.
Tots els àtoms són idèntics, cosa que fa que els conjunts d'àtoms siguin ideals per a l'hora universal. El 1967, la definició SI del segon es va canviar per fer referència a una freqüència de transició hiperfina en els àtoms de cesi. Ara s'han desenvolupat rellotges atòmics basats en àtoms alcalinoterrs o ions alcalinoterrosos (com Al+) fent ús de transicions òptiques de línia estreta. Per aconseguir un gran nombre d'àtoms que no interactuen, cosa que ajuda a la precisió d'aquests rellotges, els àtoms neutres poden quedar atrapats a les xarxes òptiques. D'altra banda, les trampes d'ions permeten llargs temps d'interrogació.
Els àtoms ultrafreds també s'utilitzen en experiments per a mesures de precisió habilitats pel baix soroll tèrmic i, en alguns casos, mitjançant l'explotació de la mecànica quàntica per superar el límit quàntic estàndard. A més de possibles aplicacions tècniques, aquestes mesures de precisió poden servir com a proves de la nostra comprensió actual de la física.